# Некрасово (Ярославский район)
Некра́сово — деревня в Ярославском районе Ярославской области России. 
В рамках организации местного самоуправления входит в Некрасовское сельское поселение; в рамках административно-территориального устройства включается в Некрасовский сельский округ. 

## География
Расположена на границе с Тутаевским районом на трассе Ярославль — Тутаев — Рыбинск по соседству с селом Григорьевское. 

## Население
| 2007 | 2008 | 2010 |
| ---- | ---- | ---- |
| 77   | ↗85  | ↘81  |

По состоянию на 1989 год в деревне проживало 106 человек.
Население на 1 января 2007 года — 77 человек.

## Улицы
- Вишнёвая
- Дорожная
- Луговая